# Amru Al-Qays (cráter)
Amru Al-Qays es un cráter de impacto de 47 km de diámetro del planeta Mercurio. Debe su nombre al escritor árabe preislámico Imru'l Qays (S. VI), y su nombre fue aprobado por la  Unión Astronómica Internacional en 1976.
La mejor imagen de este gran cráter fue tomada por la sonda espacial Mariner 10 la primera vez que sobrevoló Mercurio.